# Tomosvaryella synadelphoides
Tomosvaryella synadelphoides är en tvåvingeart som först beskrevs av Meijere 1914.  Tomosvaryella synadelphoides ingår i släktet Tomosvaryella och familjen ögonflugor. Inga underarter finns listade i Catalogue of Life.